# François Granier
François Granier ([...?, 1717] - Lió, 1779) fou un compositor, violoncel·lista, violinista i contrabaixista francès.
Va passar els seus primers anys com a músic a Grenoble i Chambéry. El 1751 es va traslladar a Lió, on fou professor de composició, violoncel i violí i va publicar les seves primeres composicions els Six solos pour violoncelle (1754). El 1756 va ser inclòs entre els violoncel·listes de Lió com "pensionnaires du concert de l'Académie des Beaux-Arts". A Lió va començar una fructífera col·laboració amb el ballarí i coreògraf Noverre, per a qui va escriure nombroses cançons de ballet, que es van interpretar entre 1758 i 1760 a l'Òpera de Lió. Altres música de ballet per a Noverre (Les jaloux sans rivals, Les caprices de Galathée, L'improvisat del sentiment) no es conserven.
Granier va marxar a París el 1760, on va ser violoncelista a Comédie-Italienne de 1765 a 1766. Durant aquest temps va aprofundir el seu coneixement compositiu amb el teòric de la música Abat Pierre-Joseph Roussier (1716-1792). De 1762 a 1791 apareix sota el títol Recueils d'airs 13 arranjaments per a dues flautes d'arias de l'òpera francesa i italiana. El 1766 Granier va tornar a Lió, on va interpretar la seva única simfonia. Des de 1772/73 va ser violinista a l'orquestra de Lió, on també va tocar el continu de la tecla com "Accompagnateur du concert".
Noverre va dir de Granier:
| « | "Aquesta música és de Herr Grannier, que toca el piano de cua al concert de Lió; i aquí he de fer-li la justícia que es mereix, afirmant que hi ha pocs músics que siguin tan capaços de tocar el seu To fitly. organitzar composicions per a cada gènere de ballet i posar en marxa el geni d'un home nascut per a la perspicacia i el sentiment".> | » |

(Noverre: Cartes sobre l'art de la dansa, Catorzena carta, p. 298).
A François Granier se'l ha volgut involucrà a vegades amb Louis Granier, però mai s'han trobat proves de cap mena de relació.

## Obres (selecció)
Les melodies de la música de ballet de Garnier són majoritàriament arranjaments d'àries d'òpera, que van gaudir d'una gran popularitat. Es basen principalment en composicions de contemporanis populars com André-Ernest-Modeste Grétry, Egidio Duni, Pierre-Alexandre Monsigny i François-André Danican Philidor.
- La Toilette de Vénus (Coreografia: J.-G. Noverre), Lyon 1757
- L'Impromptu du sentiment (Coreografia: J.-G. Noverre), Lyon 1758
- La Mort d'Ajax (Coreografia: J.-G. Noverre), Lyon 1758
- L'Amour corsaire ou l'Embarquement pour Cythère, Lyon, 1758
- Jalousies ou Les fêtes du sérail, Lyon, 1758
- Les jaloux sans rival, (L'autoria no està assegurada)
- Les caprices de Galathée
- Symphonie
- Six solos pour le violoncelle op. 1 (Lyon, sense data Mme. Bretonne; Paris, 1754)